# Marianne Gade
Marianne Gade (født 30. september 1945 i København) er en dansk forfatter af børne-, ungdoms- og voksenbøger. Hun har været anmelder på Politiken og Morgenavisen Jyllands-Posten og bibliotekar på Kolding Bibliotek.

### Voksenbøger
- Island – mennesker, steder og de usynlige (Forlaget Lauritz 2023)
- Drømmen om Italien – fortællinger fra Abruzzo (Autor 2018)
- Et sted som ingen ser (Autor 2014)
- Den tomme stol (Autor 2012)
- Anitas millioner (Nyt Dansk Litteraturselskab 2011)
- Kolding Krøniken (Attika 2009) Heri det afsluttende bidrag Alting begynder og ender i Kolding
- Orkanen fra Hillerød (Rosenkilde Bahnhof 2007) Skrevet sammen med Kirsten Holst
- Viola og kærligheden (Nyt Dansk Litteraturselskab 2005)
- Ventetid (Centrum 2000)
- Frost på udsatte steder (Centrum 1998)

### Ungdomsbøger
- Mørkets by (Gad 2023)
- Skuddet (Autor 2010)
- At røre ved himlen (Forlaget Forum 1997)
- Min kære Anna (Gyldendal 1993)
- Kattens og andre noveller (Høst 1981)

### Børnebøger
- Juhuu! Nu' det jul! 24 julehistorier (DR Multimedie 2007) Heri fortællingen Dittes julegave
- Vikka og juletroldene – et nordisk julesagn (TV2 Forlag 2007)
- Disas kamp. Disa-serien, bind 3 (Alinea 2007)
- Disa og det skjulte folk. Disa-serien, bind 2 (Alinea 2007)
- Disa i nordlysets land. Disa-serien, bind 1 (Alinea 2007)
- Karl den Stummes Saga. Svarfdælasagaen, Del 3 (Alrune 2007)
- Klaufis Saga. Svarfdælasagaen, Del 2 (Alrune 2007)
- Thorsteins Saga. Svarfdælasagaen, Del 1 (Alrune 2006)
- Godnathistorier for dig (DR 2005)
  - Heri: Vikka og oldemor.
- Ida og den røde tråd (Gyldendal 1998)
- Kæmpen og den forsvundne kalk. Koldinghus-mysteriet (Tegneserie 1991)
- Æggebakkemanden Æggerts farlige rejse. Kassettebånd indtalt af Bubber. (M.B.M. 1991)
- Anna og havfruen (Mallings 1990)
- Lines lange vej (Ahms forlag 1988)
- Farvel, mor (Gyldendal 1986)
- Sølvfløjten (Mallings 1985)
- Johanne og Mie (Mallings 1984)
- Kasper og julemanden (Drama, 1982)